# مانديليو لا نابول
مانديليو لا نابول (بالفرنسية: Mandelieu-la-Napoule)‏ هي  بلدية فرنسية تقع في إقليم الألب البحرية من منطقة بروفنس ألب كوت دازور في جنوب شرق فرنسا. تبلغ مساحة هذه المدينة 31.37 (كم²)، وترتفع عن سطح البحر 300 م، يبلغ عدد سكانها 21192 نسمة حسب إحصاء المعهد الوطني للإحصاء والدراسات الاقتصادية سنة 2009 م. وترأس Henri Leroy البلدية خلال فترة (2008-2014).

## توأمة
لمانديليو لا نابول اتفاقيات توأمة مع:
- أوتوبغون

## معرض صور

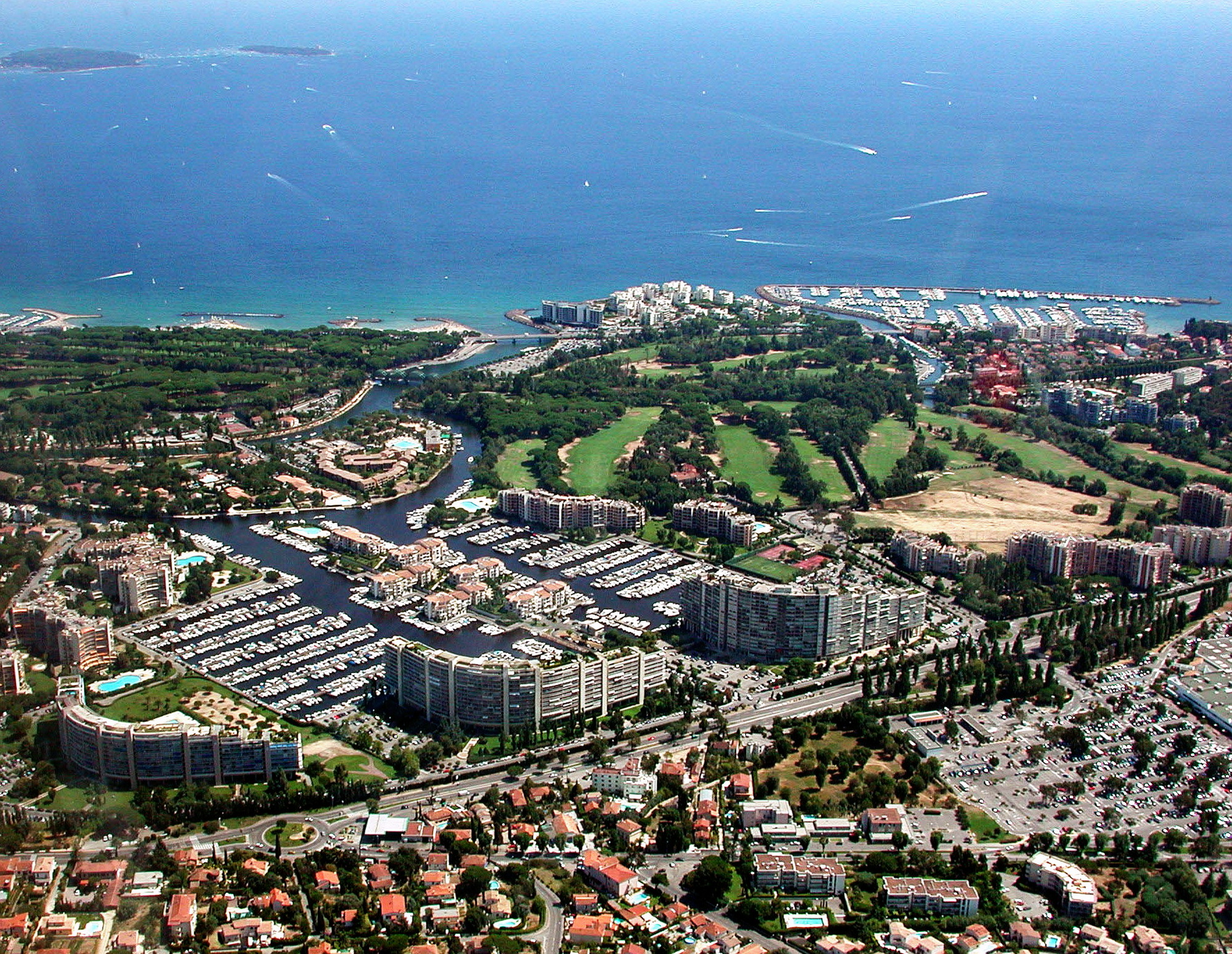
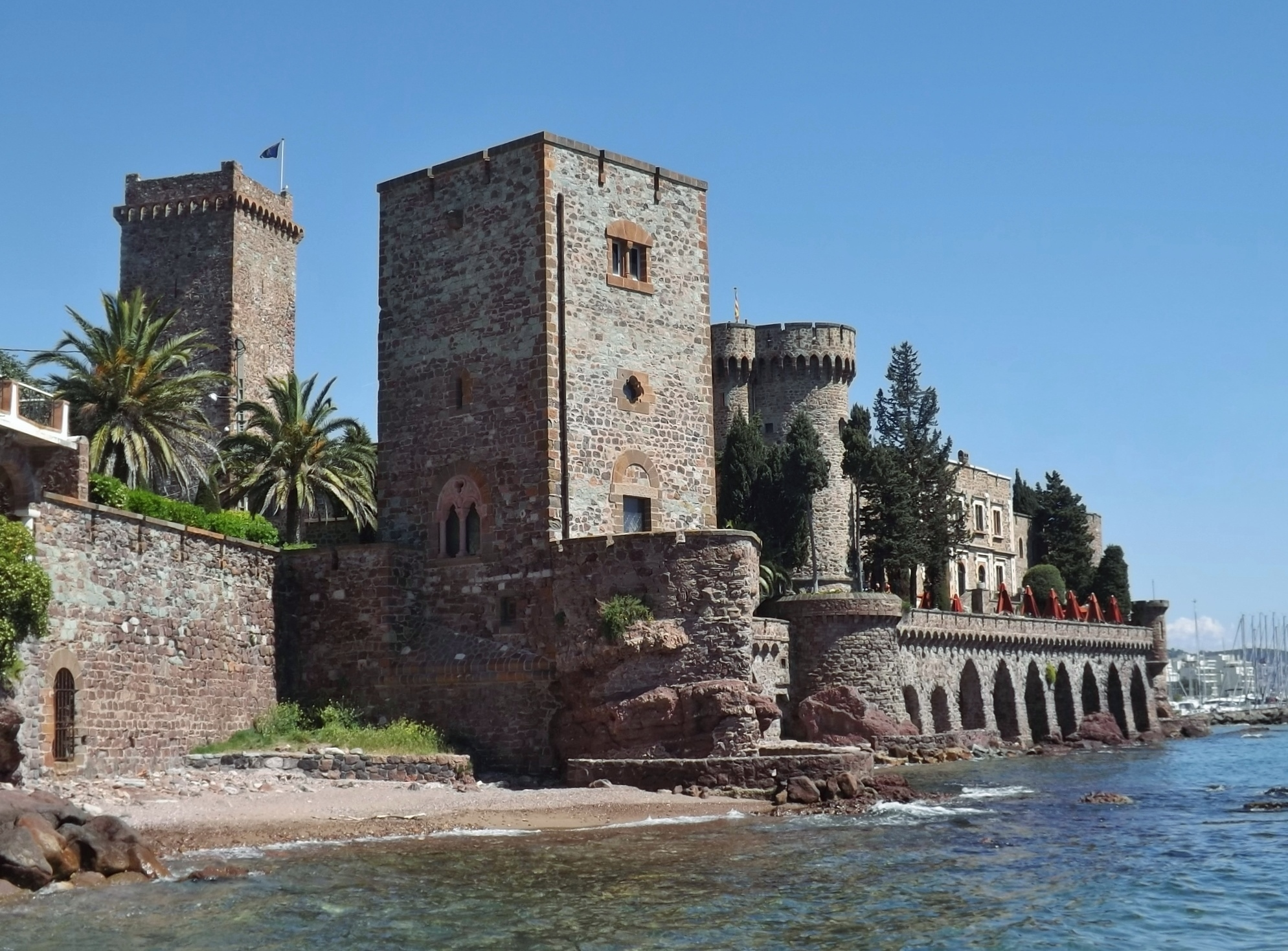
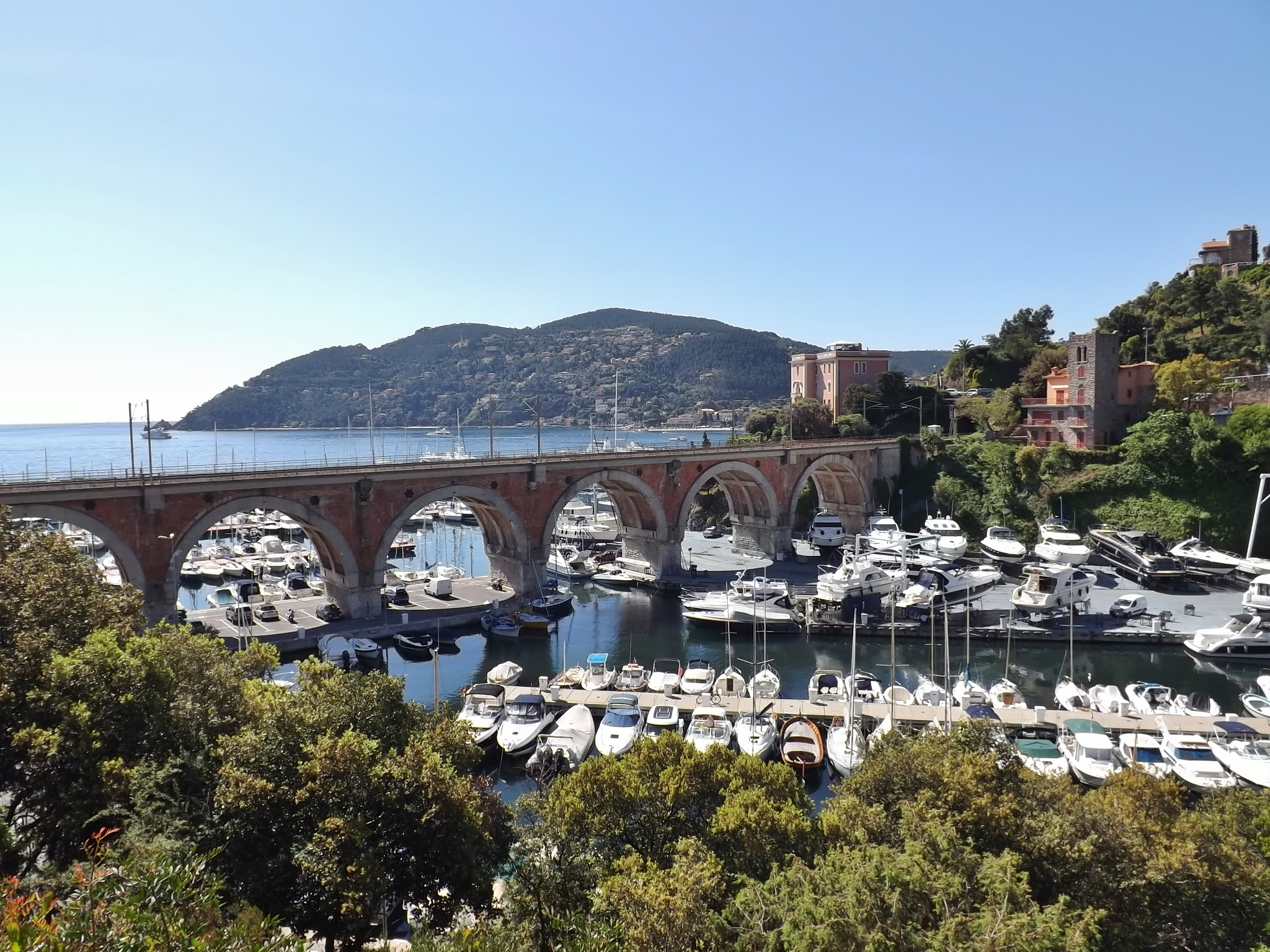
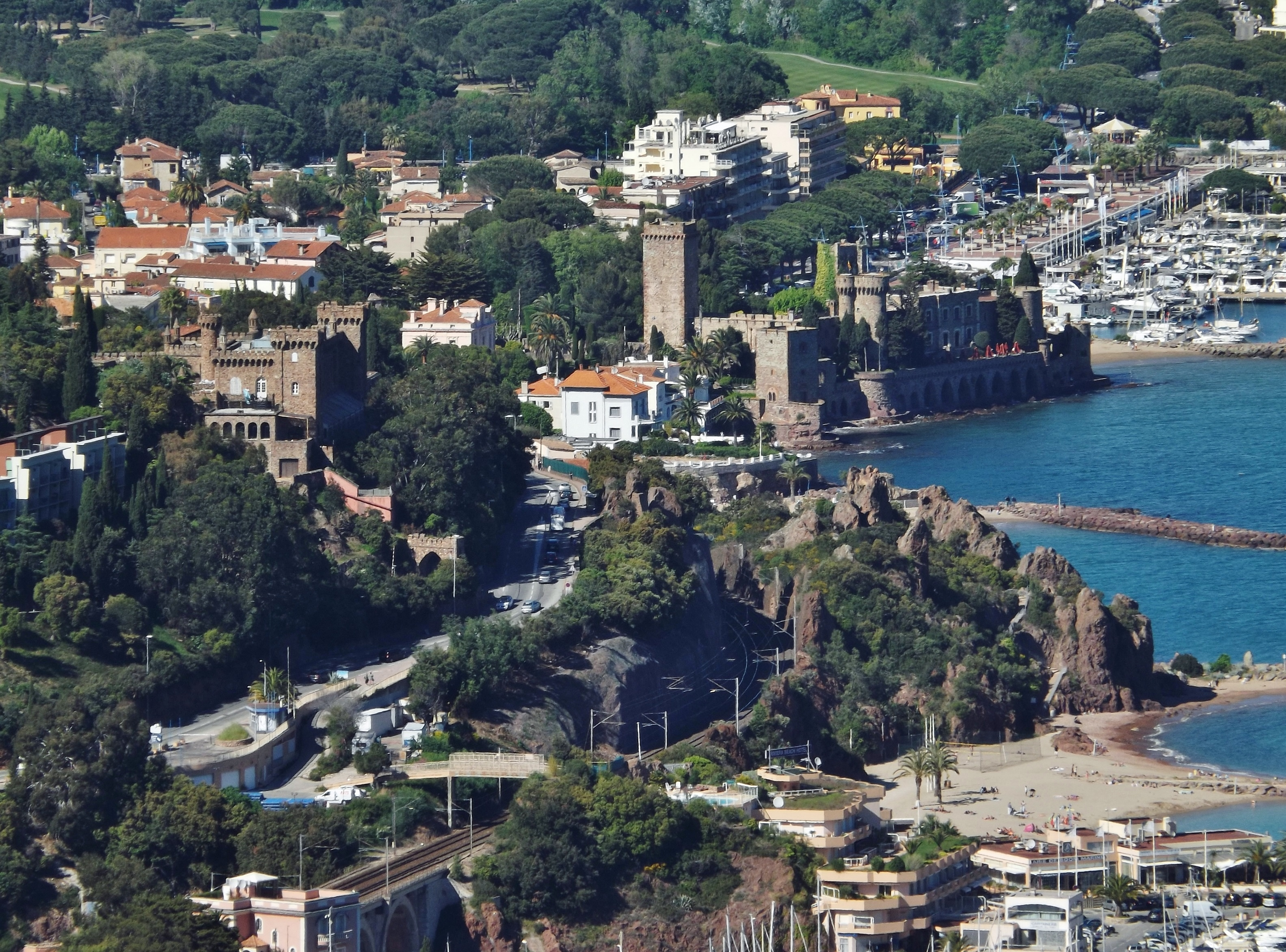

## وصلات خارجية
- صفحة البلدية على موقع المعهد الوطني للإحصاء والدراسات الاقتصادية